# Rona Pondick
Rona Pondick (* 18. dubna 1952 Brooklyn) je americká sochařka, jejíchž dílo je založeno na lidském tělu. V roce 1974 získala titul BFA z Queens College v New Yorku a o tři roky později MFA z Yale School of Art v New Havenu. V galeriích začala vystavovat v polovině osmdesátých let. Během let bylo její dílo kromě USA vystavováno také například v Groningenu, Lublani či Salcburku. Je držitelkou řady ocenění, včetně Guggenheimova stipendia (1992) či ceny Anonymous Was A Woman Award (2016).